# Ibirama-La Klãnõ
La Tierra Indígena Ibirama-La Klãnõ es una Tierras indígenas de Brasil, ubicada en el Estado de Santa Catarina, entre los municipios de Doutor Pedrinho, Itaiópolis, José Boiteux y Vitor Meireles. Con un área de 37 000 ha, es habitada por la etneas: Xokleng, Cáingang y Guaraníes.

## Historia
Tras la pacificación de 1914 luego de la colonización de la región, se creó el Puesto Indígena Duque de Caxias, por Eduardo de Lima e Silva Hoerhann, responsable de la pacificación. De este asentamiento, se creó la tierra indígena en 1926, creada por el entonces gobernador de Santa Catarina, Adolfo Konder.
El área fue demarcada en 1956 y finalmente, la Tierra Indígena fue declarada posesión permanente de los grupos indígenas Xokleng, Cáingang y Guaraníes mediante ordenanza nº 1.128, de 13 de agosto de 2003, del Ministerio de Justicia, aumentando el área a 37 mil hectáreas.
Está dividida en 8 aldeas: Palmeirinha, Figueira, Coqueiro, Toldo, Plipatol, Pavão, Sede y Bugio.